# Affaire Séralini
Pour des articles plus généraux, voir Débat sur les organismes génétiquement modifiés et Gilles-Éric Séralini.

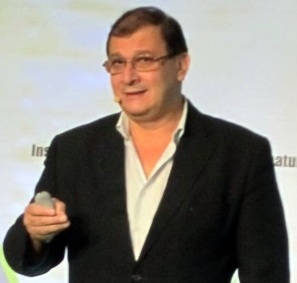
Le professeur Gilles-Eric Séralini, ici en 2015, auteur de l'article qui déclencha l'affaire en 2012.

L’affaire Séralini est déclenchée par la publication d'un article scientifique dont l'auteur est Gilles-Éric Séralini, « Long term toxicity of a Roundup herbicide and a Roundup-tolerant genetically modified maize » (en français « Toxicité à long terme d'un herbicide Roundup et d'un maïs génétiquement modifié tolérant au Roundup »). L'article présente les conclusions d'une étude de la toxicité à long terme (deux ans) du Roundup (un herbicide à base de glyphosate) et du NK 603 (un maïs génétiquement modifié pour le rendre tolérant au glyphosate) sur des rats de laboratoire. Les auteurs affirment que les rats femelles ayant ingéré du maïs OGM et/ou du Roundup sont morts significativement plus rapidement que ceux du groupe témoin. Les auteurs concluent également que les rats mâles et femelles testés développent significativement plus de tumeurs que les témoins et que l'ingestion de maïs OGM et/ou de Roundup provoque des problèmes hormonaux et de toxicité au foie et aux reins.
Le 19 septembre 2012, jour de la publication initiale dans la revue scientifique à comité de lecture Food and Chemical Toxicology, une « mise en scène médiatique » est orchestrée par une agence de communication, qui propose à des journalistes français l'exclusivité des résultats sous des conditions d'embargo d'information. Elle entraîne une agitation médiatique et politique, notamment à l'encontre du groupe Monsanto,. La publication de l'étude a été accompagnée par la sortie d'un livre de Gilles-Éric Séralini, d'un livre de Corinne Lepage,  et d'un documentaire, Tous cobayes ?.
Les conclusions de l'article, et la mise en scène médiatique qui les a accompagnées, ont fait l'objet de critiques à la fois scientifiques et médiatiques,,,,,,,,,,. L'étude est qualifiée par l'Autorité européenne de sécurité des aliments (AESA) comme étant d'une « qualité scientifique insuffisante ».  
En novembre 2013, dans la revue Food and Chemical Toxicology, l'étude est rétractée. Son rédacteur en chef Wallace Hayes et le tiers expert Bruce Chassy étaient tous deux liés financièrement à Monsanto au moment du retrait de l'article. L'étude est republiée en juin 2014 dans Environmental Sciences Europe.

## Résultats allégués par les auteurs
Selon les auteurs de l'article, les résultats mis en évidence par ces travaux sont les suivants :
- les femelles exposées au Roundup et/ou au NK 603 présentent une mortalité deux à trois fois plus importante que les témoins et des mortalités plus précoces ;
- une différence de mortalité est aussi visible sur trois groupes de mâles ;
- tous les résultats sont hormono- et sexe-dépendants ;
- les femelles développent des tumeurs plus souvent et plus importantes que les témoins ;
- les équilibres hormonaux sont modifiés par l'OGM et le Roundup ;
- chez les mâles les congestions et nécroses du foie sont 2,5 à 5 fois plus fréquentes ;
- de même les néphropathies moyennes à sévères sont 1,3 à 2,3 fois plus fréquentes ;
- les mâles présentent des tumeurs palpables quatre fois plus grosses ;
- les données biochimiques montrent des problèmes rénaux chez tous les sexes et traitements, 76 % des pathologies sont liées aux reins.

### Mécanismes proposés
Pour le Roundup, ils justifient l'absence de relation dose-effet, normalement attendue en toxicologie, en supposant que le Roundup serait un perturbateur endocrinien plus toxique à faibles doses qu'à fortes doses.
Ces mécanismes sont en contradiction avec des études financées par le producteur du maïs testé, Monsanto,. D'autre part si les effets des perturbateurs endocriniens peuvent être non linéaires, ils ne sont jamais totalement annulés ou inversés, ce qui est le cas dans cette étude où 1 rat mâle est mort à la fin de l'expérience dans le lot de 10 soumis à la plus forte dose, contre 3 dans le lot de 10 qui n'ont pas été exposés[réf. nécessaire].
Le mécanisme décrit par Séralini dans le NK 603 (réduction de la production d'un antioxydant) est une hypothèse basée sur l'analyse de la variation des niveaux d’acides phénoliques mesurés.

## Financements
L'étude a bénéficié de financements gérés par le CRIIGEN.
Ces financements proviennent de l'association Consommateurs et entreprises responsables (CERES), qui regroupe des entreprises de l'agroalimentaire et les groupes de la grande distribution Auchan et Carrefour, et de la Fondation Charles Léopold Mayer pour le progrès de l'Homme, ainsi que le sénateur UMP de la Moselle François Grosdidier, ce dernier précisant à ce propos que « la seule vraie question à se poser, c'est pourquoi il n'est pas financé par l'État, pourquoi j'ai dû même affecter ma réserve parlementaire pour cofinancer ces études ? ».

## Résumé des arguments critiques
Cette étude va faire l'objet d'une réfutation par nombre des scientifiques, agronomes, mathématiciens, et agences sanitaires, et par certains membres d'académies françaises. La bibliothèque scientifique en ligne Science Direct a publié les lettres de critiques, mais aussi de soutiens, envoyées à l'éditeur, ce qui se fait habituellement dans le cadre du débat scientifique. À la suite de ces critiques, les auteurs de l'étude ont publié un droit de réponse pour discuter des critiques. À la suite du retrait de l'étude, les auteurs publieront un second droit de réponse dans la revue afin d'y dénoncer les « doubles standards » éthiques et scientifiques appliqués par l'éditeur de Food and Chemical Toxicology pour avoir maintenu des articles favorables aux OGM (Hammond & al, 2004 et Zhang & al, 2014), mais pouvant être, selon eux, critiqués sur les mêmes points que leur étude (protocole, durée, souche de rat).

### Durée de l'étude
Les auteurs de l'étude déclarent que celle-ci fut conduite sur une période plus longue que celles faites pour les autorisations de mise sur le marché, ce qui a été admis par le toxicologue Gérard Pascal, qui déclarait au Monde : 

« Effectivement, il n'y a jamais eu d'étude de cancérogenèse liée aux OGM ni d'étude toxicologique à long terme. La plupart des travaux sur le sujet, rassemblés dans une analyse publiée en mars-avril dans la Food and Chemical Toxicology, ont été menés sur des durées de trois mois. Si certains ont bel et bien duré plus longtemps, jusqu'à un an, ils ne portent pas sur des espèces de rongeurs, mais sur des animaux plus gros. Or, si une étude de deux ans est significative sur un rat car elle couvre les deux-tiers de son espérance de vie, travailler un an sur un chien n'est pas suffisant car cela représente à peine 10 % de sa durée de vie. L'ampleur des travaux du professeur Séralini est donc sans précédent. »

Cette situation est régulière. Dans la procédure d'autorisation d'une substance, il est d'abord testé la toxicité à forte dose et à faible durée, comme la dose létale médiane. Une fois cette mesure connue, les études à long terme doivent vérifier l'absence d'effet à long terme d'une faible dose, ce qui permet de calculer la dose journalière admissible et des limites maximales de résidus. Dans le cas des OGM, la dose létale médiane n'existe pas : aucune dose d'OGM à court terme ne provoque de mortalité ou de pathologie[réf. à confirmer].
Parmi les études recherchant les effets sur la santé animale d'une alimentation contenant des OGM, celles s'intéressant spécifiquement aux effets à long terme et sur plusieurs générations sont peu nombreuses. Elles ont été recensées dans un article de revue publié par la revue Food and Chemical Toxicology en mars 2012,,,. Aucune de ces études ne porte spécifiquement sur le NK 603.  

### Souche de rats utilisée
Ces résultats ont été critiqués par une partie de la communauté scientifique car obtenus avec une lignée de rats (souche dite « de Sprague-Dawley ») habituellement utilisée en toxicologie mais développant fréquemment des tumeurs, particulièrement lorsque leur alimentation n'est pas contrôlée. Or, l'étude ne précise pas le régime alimentaire des rats, ni les mesures des niveaux de contamination du maïs (Roundup, mycotoxines, contaminants industriels, etc.). Gilles-Éric Séralini rétorque que « la composition de la nourriture et la présence des mycotoxines et autres éléments étaient précisément contrôlées, mais il n'était pas possible d'indiquer tous ces détails dans l'article principal ». De plus, le Pr Séralini affirme, que ces rats sont de la même souche que ceux utilisés par l'industrie des biotechnologies et de la chimie pour réaliser leurs propres tests, mais sur une durée plus courte, dite « sub-chronique » où ce choix est pertinent puisque cette souche développe beaucoup plus de tumeurs endocrines que les autres, ce qui permet de tester rapidement la cancérogénicité ou le caractère de perturbateur endocrinien d'une substance, et ce en seulement cinq semaines.
Dans le fond, le problème n'est pas tant la souche de rat que l'interprétation des données, puisque les tumeurs sont très fréquentes chez cette souche de rats. À deux ans, la santé de cette souche de rats est très affectée, y compris dans les études antérieures sans rapport avec l'introduction des OGM dans la biosphère. Le premier OGM destiné à la consommation animale, le soja tolérant au Roundup (Roundup Ready), fut mis sur le marché en 1996, et de nombreux travaux bien antérieurs à cette date montrent les mêmes pathologies que celles attribuées aux OGM par Séralini,. L'étude de Zhang et al. sur un riz OGM a été acceptée par le même journal dans l'édition de janvier 2014 : pour une durée de 78 semaines les auteurs ont utilisé trois groupes de 60 rats Sprague-Dawley chacun : un groupe consommant l'aliment riche en riz OGM, un groupe avec un aliment témoin contenant du riz non OGM et un témoin sans riz. Les auteurs ont pris soin de signaler le poids et la consommation alimentaire de chaque groupe, ce qui permet d'évacuer un éventuel biais lié aux surpoids des animaux. Les auteurs concluent à l'absence d'effet négatif sur la santé des animaux.
Cette souche de rats est par ailleurs connue pour développer bien plus de tumeurs s'ils reçoivent une nourriture trop riche. L’étude de Hubert et al. sur 120 rats a montré que le taux de mortalité à deux ans en fonction de l’alimentation et du sexe varie de 0 % a 75 %. La santé générale des animaux est aussi considérablement améliorée en réduisant l'apport calorique, la cause de mortalité la plus courante étant pour tous les groupes les tumeurs du même type que celle mise en évidence par Séralini.

### Méthode d'analyse
La méthode d'analyse utilisée dans l'étude est unique, et a été critiquée comme étant développée « sur mesure » par rapport aux données.
Selon certains scientifiques, dont le toxicologue Gérard Pascal, aujourd'hui consultant pour l'agro-alimentaire, les résultats ne sont de plus pas statistiquement significatifs, les deux groupes témoins n'étant composés que de dix rats mâles et dix rats femelles. Gérard Pascal explique qu'en cancérogenèse, les études doivent se faire sur des groupes de cinquante rats de chaque sexe. Séralini répond qu'il ne s'agit pas d'une étude de cancérogenèse, et que les auteurs n'ont d'ailleurs pas vérifié si les tumeurs trouvées étaient cancéreuses. Le statisticien Marc Lavielle, membre du Haut Conseil des biotechnologies, relevait le même défaut statistique concernant d'autres études ayant conclu à l'innocuité des OGM pour les animaux, tout en reconnaissant la validité de cette critique.
Dans une tribune de soutien à Séralini, Paul Deheuvels, statisticien et membre de l'Académie des sciences affirme que la « méthodologie est statistiquement bonne ». Son intervention à l'OPECST, l'Office parlementaire d'évaluation des choix scientifiques et technologiques de l'Assemblée nationale en soutien à Gilles-Éric Séralini a été qualifiée d'enfumage et de mensonge par le journaliste Sylvestre Huet. Paul Deheuvels n'a en effet pas réalisé une vraie expertise chiffrée permettant de confirmer mathématiquement parlant les différences entre les groupes : à l'inverse d'un test de toxicologie standard court et avec des animaux qui doivent rester en bonne santé toute la durée du test, l'étude de Séralini porte sur des animaux dont une bonne partie sont naturellement malades ou morts à la fin de l'expérience, la durée retenue correspondant à une vie entière chez l'animal.  
Le Haut Conseil des biotechnologies a effectué un traitement statistique qui montre qu'il n'y a aucune différence entre les groupes témoins et soumis à l'OGM et/ou Roundup. Cette conclusion ne signifie pas que l'OGM et le glyphosate sont sans effet, mais que si cet effet existe, il est inférieur à la variabilité naturelle de morbidité et mortalité. Les groupes expérimentaux ont une durée de vie conforme aux données des témoins historiques communiqués par l'éleveur pour la souche de rat utilisé. Seize des 18 groupes sont dans l'intervalle de confiance à 95 % : le témoin femelle semble avoir une survie anormalement élevée et un groupe mâle une mortalité marginalement trop forte. D'après le HCB, ces résultats confirment la non conclusivité de l'étude: « Cela confirme la fragilité statistique de résultats obtenus à partir d'aussi faibles effectifs: on ne peut donc tirer des données de l'article aucune conclusion formelle quant à l'effet des différents régimes sur la survie des rats ».
Un reporter de la revue scientifique Nature précise que le nombre de rats nécessaires pour une étude à 90 jours est logiquement différent de celui pour une étude à long terme vu l'augmentation de variabilité avec le temps. Il souligne que l'étude ne respecte pas les critères minimum de fiabilité statistique établis par l'OCDE pour une telle étude. Alors que dix rats par sexe et par groupe correspond aux critères de l'OCDE pour des études de 90 jours, l'étude de Séralini durait plus de deux ans, durée pour laquelle « l'OCDE recommande au moins vingt rats de chaque sexe par groupe pour des études de toxicité, et au moins cinquante pour des études de carcinogenèse. »
De plus, selon lui, si la souche de rats utilisée n'a pas une survie de 50 % après 104 semaines (ce qui est le cas des rats Sprague-Dawley dont la survie des mâles après 104 semaines n'est que de 30 %), les groupes devraient être encore plus grands, de 65 rats au minimum pour chaque sexe. Selon ces critères, l'étude du Pr Séralini aurait dû utiliser au minimum six fois plus de rats par groupe pour être significative.
Le journaliste Sylvestre Huet considère qu'il s'agit d'une tentative de brouillage délibéré comparable aux études « prouvant » l'innocuité du tabac. Après cette étude, l'AESA a publié en juillet 2013 un document rappelant que la taille minimale des groupes pour les études de deux ans sur les animaux doit être en adéquation avec l’effet recherché. Le protocole de l'équipe du Pr Séralini présente une faiblesse à ce niveau : compte tenu du très fort taux d'incidence chez les témoins, 40 animaux par groupe aurait été nécessaire pour observer un effet d'au moins 30 %. Séralini le reconnaît lui-même et répond qu’il n’avait pas les financements nécessaires pour avoir des groupes témoins plus grands.
|                       | Prévalence des tumeurs pour le groupe témoin | Prévalence des tumeurs pour le groupe témoin | Prévalence des tumeurs pour le groupe témoin | Prévalence des tumeurs pour le groupe témoin | Prévalence des tumeurs pour le groupe témoin |
| --------------------- | -------------------------------------------- | -------------------------------------------- | -------------------------------------------- | -------------------------------------------- | -------------------------------------------- |
| Différence détectable | 5 %                                          | 15 %                                         | 30 %                                         | 45 %                                         |                                              |
| 1 %                   | 4197                                         | 11222                                        | 20288                                        | 27588                                        |                                              |
| 5 %                   | 225                                          | 500                                          | 854                                          | 1138                                         |                                              |
| 10 %                  | 73                                           | 140                                          | 226                                          | 296                                          |                                              |
| 20 %                  | 26                                           | 42                                           | 63                                           | 80                                           |                                              |
| 30 %                  | 14                                           | 22                                           | 31                                           | 40                                           |                                              |

### Conditions de publication
Les conditions de publication de l'étude ont également été critiquées. L'étude a en effet été communiquée avant sa publication à une partie de la presse sans que les journalistes puissent demander l'avis d'experts comme c'est l'usage (principe de l'embargo d'information). Ainsi dans son article initial, Le Monde précise : « Cependant et de manière inhabituelle, Le Monde n'a pu prendre connaissance de l'étude sous embargo qu'après la signature d'un accord de confidentialité expirant le mercredi 19 septembre dans l'après-midi. Le Monde n'a donc pas pu soumettre pour avis à d'autres scientifiques l'étude de M. Séralini. Demander leur opinion à des spécialistes est généralement l'usage, notamment lorsque les conclusions d'une étude vont à rebours des travaux précédemment publiés sur le sujet. ». Un éditorial de la revue Nature a qualifié ces conditions de « restrictions scandaleuses », et insiste :

« Avec de telles affirmations [...] les chercheurs devraient faire attention à la façon dont ils présentent leurs résultats au public et aux médias. Ils devraient énoncer clairement leurs résultats, mettre l'accent sur les limites et les failles, et préciser que les données doivent encore être évaluées et reproduites par la communauté scientifique. Cela ne s'est pas produit. »

En octobre 2012, l'Association des journalistes scientifiques de la presse d'information (AJSPI) estime que la clause interdisant de solliciter l'avis d'un scientifique tiers « visait clairement à obtenir une présentation biaisée de l'étude, dénuée de tout regard critique ou simplement compétent. », tout en précisant qu'« elle ne s’exprime pas sur le volet scientifique de cette affaire – l’intérêt ou la pertinence de l’étude de Gilles-Eric Séralini sur l’effet sanitaire d’une diète de maïs transgénique NK 603 et de l’herbicide Round Up – mais sur son volet médiatique. En particulier sur l’exigence de confidentialité, via un document écrit à signer, que l’équipe de Séralini avait imposé aux journalistes sélectionnés en échange de la fourniture de l’article avant publication. »,.
La publication de l'étude a été accompagnée par la sortie d'un livre de Gilles-Éric Séralini, Tous cobayes !, d'un livre de Corinne Lepage, La vérité sur les OGM, c'est notre affaire ! et d'un documentaire réalisé par Jean-Paul Jaud, Tous cobayes ?. Selon Agriculture & Environnement, elle s'inscrit dans le cadre d'un plan de communication mis au point par l'agence Langage et Projets Conseils.
Le 27 septembre 2012, un collectif de 66 scientifiques français regroupant vingt directeurs de recherche du CNRS, vingt directeurs de recherche de l'INRA, et incluant quatre membres de l'Académie des sciences (Pierre Joliot-Curie, Michel Caboche, Michel Delseny et Georges Pelletier), dénonce le procédé de Séralini qui selon eux ne fit preuve d'« aucune retenue, aucune concertation de la communauté scientifique, des appels aussi rares qu'inaudibles à la nécessaire confrontation critique de cette étude aux précédentes contredisant la conclusion du présent travail. ». Des scientifiques ont depuis lors initié une pétition sur la base de cet appel.

### Débat sur la publication de photos chocs
La publication présente des photos explicites avec des rats qui manifestent de grosses tumeurs, le toxicologue Gérard Pascal a déclaré à ce sujet « Mais déjà, la première chose importante, c'est que durant toute ma carrière de toxicologue, je n'ai jamais vu de telles tumeurs sur des rats. Si l'expérience a été bien faite je n'aurais plus rien à dire. Mais je vous avoue que j'ai du mal à croire que des OGM puissent avoir un tel effet. Ces résultats spectaculaires soulèvent d'ailleurs plusieurs interrogations. ». Ces photos ont été largement reprises par les médias audiovisuels. La présence de telles photos dans l'article a été critiquée par certains qui qualifient la recherche de « sensationnalisme ». L'absence d'empathie du public envers les rats a également été rapportée ainsi qu'un questionnement par le Groupe interprofessionnel de réflexion et de communication sur la recherche « sur les conditions particulières dans lesquelles l'étude de Gilles-Éric Séralini a été réalisée en ce qui concerne le respect des principes éthiques vis-à-vis des animaux en recherche. ».

## Retrait et republication
En raison des critiques remettant en cause la qualité de ces travaux, le rédacteur en chef de la revue Food and Chemical Toxicology, A Wallace Hayes annonce le retrait de l'étude le 28 novembre 2013, mettant en avant, au vu des données présentées, l'absence de « conclusion définitive » possible tout en relevant qu'elle « ne montre pas de signe de fraude ou de déformation intentionnelle des données ». 

« L'observation en détail des données brutes révèle qu'aucune conclusion définitive ne peut être atteinte au vu de la faible taille des échantillons en ce qui concerne le rôle du NK603 ou du glyphosate dans la mortalité totale ou l'incidence des tumeurs. Compte tenu de la forte incidence connue des tumeurs dans la souche de rats étudiée là il ne peut être exclu que la variabilité normale soit la cause des plus hautes mortalités et incidences observées dans les groupes traités »

— Food and Chemical Toxicology
Gilles-Éric Séralini et son équipe contestent ce retrait : « Selon les règles en vigueur à Food and Chemical Toxicology, le retrait d'un article ne peut être décidé qu'en cas de « manquement éthique », de « plagiat », de « publication préalable » ou de « conclusions non fiables pour cause, soit de fraude, soit d'erreurs de bonne foi (erreur de calcul, erreur expérimentale) ». Le chercheur français fait valoir que l'aspect contesté de son travail – c'est-à-dire le protocole expérimental lui-même – n'entre dans aucune de ces catégories ». Gilles-Éric Séralini menace la revue de poursuites judiciaires et l'accuse de manquer d'indépendance et de céder aux pressions des industriels.
L'eurodéputée Corinne Lepage, l'association Générations futures, la Fondation Sciences citoyennes et l'ONG bruxelloise Corporate Europe Observatory (CEO) dénoncent également l'influence des groupes industriels sur la recherche scientifique. Ils dénoncent, au côté de l'équipe Séralini, l'intégration de Richard E. Goodman en février 2013, biologiste à l’université du Nebraska désormais chargé de donner son avis sur les articles concernant les biotechnologies - un poste qu’il est le premier à occuper au sein du journal. Il a été employé par Monsanto entre 1997 et 2004 et continue de collaborer régulièrement avec l’International Life Science Institute, un lobby lié à l'industrie agroalimentaire,.
A. Wallace Hayes, directeur de la revue FCT a clairement répondu à ces accusations en rappelant qu'à la demande de G.E Séralini, Goodman avait été écarté du processus de relecture (pas initialement mais au cours du processus) et que la décision finale repose uniquement sur sa décision.
Le journaliste au Monde Stéphane Foucart fait valoir qu'ainsi la « Food and Chemical Toxicology prive les recherches ultérieures d'éléments de comparaison, de confrontation, d'analyse. Pour inconclusives qu'elles sont aujourd'hui, rien ne dit que dans l'avenir ces données – considérées comme intègres par la revue elle-même – ne seront pas utiles ou éclairantes ».
En juin 2014, la revue scientifique Environmental Sciences Europe annonce qu'elle republie en accès libre (Open science) l'article de l'étude légèrement remanié dans sa forme. L'équipe Séralini met également ses données brutes en accès libre, chose que l'industrie a toujours refusé au nom du secret industriel.

Concernant cette republication, certains scientifiques regrettent que le remaniement n'ait pas tenu suffisamment compte des critiques adressées à la première publication.

« Pour Winfried Schröder, éditeur pour la revue Environmental Sciences Europe du groupe Springer : « Nous souhaitons permettre une discussion rationnelle concernant l’article de Séralini et al. (Food Chem Toxicol 2012, 50:4221–4231) en le republiant. La compétition méthodologique est l’énergie nécessaire au progrès scientifique. Le seul objectif est de permettre la transparence scientifique et, sur cette base, une discussion qui ne cherche pas à cacher, mais bien à se concentrer sur ces controverses méthodologiques nécessaires. »

### Monsanto Papers
En octobre 2017, grâce à la révélation de documents internes obtenus dans le cadre du procès de Monsanto par le jardinier Dewayne Johnson, la pression de l'entreprise pour faire retirer la publication a été démontrée,. Selon ces mêmes sources, le rédacteur en chef Wallace Hayes et le tiers expert Bruce Chassy étaient tous deux liés financièrement à Monsanto au moment du retrait de l'article,,. Avec certains détracteurs de Séralini comme Henry Miller, Monsanto a recouru à des prêtes-plume, une technique (aussi appelée « ghostwriting » en anglais) qui consiste à écrire un article et à le faire endosser par un scientifique renommé qui prétend en être l'auteur.

## Réactions

### Impact médiatique immédiat
L'étude a eu un impact médiatique très important. En France, où Séralini est un scientifique connu (il a ainsi été nommé chevalier dans l'ordre national du Mérite en 2008) admiré par les militants anti-OGM et a fait l'objet de critique et de raillerie des pro-OGM, elle est couverte très favorablement par Libération et Le Nouvel Observateur qui fait sa une le 20 septembre 2012 avec le titre « Oui, les OGM sont des poisons ! », qualifié de putassier par le Journal international de Médecine.  
Le Monde, en revanche, est très circonspect dès ses premiers articles et estime dans son éditorial du 21 septembre que « la probabilité est [...] forte que la communauté scientifique ne puisse pas tirer grand-chose des données obtenues par l'équipe de M. Séralini : limites expérimentales et faiblesse statistique de l'étude ne permettront pas d'avoir la moindre certitude sur les effets réels de la consommation de l'OGM et de son herbicide associé, le fameux Roundup - l'herbicide le plus utilisé dans le monde ».
Certains journalistes scientifiques comme Sylvestre Huet (Libération) ou Michel de Pracontal (Mediapart), n'ont pas caché leur scepticisme face à cette étude. Le 22 octobre, le magazine Slate note pour sa part que l'étude "n'a aucune valeur sur le plan scientifique".

### Réactions scientifiques
Cependant, dans le monde scientifique et à l'étranger, si certaines réactions furent favorables, la grande majorité a critiqué l'étude, allant d'un constat d'instrumentalisation de la science jusqu'à des accusations de fraude scientifique, portées dans les colonnes du journal économique américain Forbes par Henry I. Miller, financé par Monsanto (et présenté par le journaliste français Stéphane Foucart comme un soutien à l'industrie du tabac et aux OGM). Par ailleurs, la biologiste Ottoline Leyser a considéré que l'étude portait en réalité davantage sur la toxicité du Roundup et de l'enzyme de résistance introduite dans le maïs qu'aux manipulations génétiques en soi.
En octobre 2017, une fuite de documents internes appelés les « Monsanto Papers » a permis de démontrer a posteriori le rôle que Monsanto avait eu dans le retrait de l'article. Par exemple le rédacteur en chef A. Wallace Hayes et le tiers expert Bruce Chassy ont tous deux été liés financièrement à Monsanto,. Avec certains détracteurs de Séralini comme Henry Miller, Monsanto a recouru à des nègres littéraires, une technique (aussi appelée « ghostwriting » en anglais) qui consiste à écrire un article et à le faire endosser par un scientifique renommé qui prétend en être l'auteur.
Les réactions contre l'étude émanent non seulement d'organisations ou de personnalités s'étant exprimées en faveur des OGM (voir ayant des liens professionnels avec cette industrie), mais également de personnalités plus neutres comme le professeur Jean-François Narbonne et le mathématicien Cédric Villani. Ce dernier a notamment déclaré durant son audition devant l'Assemblée nationale :

« Je me suis senti d’autant plus déçu, pour ne pas dire trahi, quand j’ai pris conscience, après lecture et discussions avec des experts, à quel point cette annonce impliquait ce qui me semble être - je le dis sans animosité - des brèches *graves* de déontologie scientifique, avec trois conséquences inacceptables : un effilochage des liens de confiance entre les scientifiques et la société; la fragilisation du lien de confiance entre les scientifiques eux-mêmes; et accessoirement le risque, par effet boomerang, de desservir la cause pour laquelle les auteurs de l’étude luttent. »

— Cedric Villani, 
L'étude fut critiquée par de nombreuses agences gouvernementales, telles que l'Autorité européenne de sécurité des aliments, le Bundesinstitut für Risikobewertung,, et le Vlaams Instituut voor Biotechnologie (en).
Le 4 octobre 2012, l'Autorité européenne de sécurité des aliments (AESA) estime que « les lacunes constatées ne permettent actuellement pas de considérer les conclusions des auteurs comme étant scientifiquement valables » et demande des informations complémentaires pour pouvoir conclure, ce que Séralini refuse de fournir, estimant que l'AESA est liée par des conflits d'intérêts avec l'industrie des OGM et que cette instance a toujours refusé de fournir les éléments permettant de justifier l'autorisation de mise sur le marché de cet OGM ainsi que d'autres OGM. Le 22 octobre 2012 l'AESA annonce avoir donné accès à l'ensemble des données disponibles en relation avec l'évaluation réalisée sur le maïs génétiquement modifié NK 603 en 2003 et 2009. Elle ne recevra pas en revanche d'informations complémentaires de la part de Séralini avant de rendre son avis définitif le 28 novembre 2012. Séralini déclare qu'il ne donnera ses données à l'AESA que quand celle-ci aura fait de même avec les données de Monsanto, ce que selon lui elle n'a que partiellement fait. D'autre part, dans sa lettre publiée dans la revue Food and Chemical Toxicology en réponse aux critiques, Séralini affirme que des données feront l'objet de publications postérieures.
François Houllier, président de l'INRA, affirme le 3 octobre 2012 : « les travaux de monsieur Séralini satisfont ceux qui veulent y croire mais ne répondent probablement pas aux critères permettant d'en tirer des conclusions scientifiques solides. »
Dans un avis commun publié le 19 octobre 2012, l'Académie d'agriculture de France, l'Académie nationale de médecine, l'Académie nationale de pharmacie, l'Académie des sciences, l'Académie des technologies et l'Académie vétérinaire de France estiment que l'étude contient « de nombreuses insuffisances de méthodologie et d'interprétation » et « ne permet aucune conclusion fiable ». Évoquant un « problème éthique majeur », les académies critiquent également les conditions de publication de l'étude en notant « la concomitance de la sortie de deux livres, d'un film et d'un article scientifique, avec l'exclusivité de leur contenu accordé à un hebdomadaire, assortie d'une clause de confidentialité y compris vis-à-vis des scientifiques » et en concluent que « l'orchestration de la notoriété d'un scientifique ou d'une équipe constitue une faute grave lorsqu'elle concourt à répandre auprès du grand public des peurs ne reposant sur aucune conclusion établie ». Cependant, le statisticien Paul Deheuvels également membre de l'Académie des sciences a critiqué cet avis, avant de l'avoir lu, relevant que le nom de ses auteurs n'a pas été publié, que lui-même n'a pas été convié et estimant qu'il ne s'agit pas d'un avis officiel des académies. D'autres voix, parmi les scientifiques, ont ainsi fait remarquer que « le fait qu'un groupe d'une douzaine de personnes prétendant représenter six académies ait décidé d'un communiqué commun sans débat est contraire au fonctionnement normal de ces institutions et interroge sur la vision de la science et de la technologie (et de leur utilité sociale) ayant présidé à une telle décision ».
Le 22 février 2013, une publication espagnole critique le design de l’étude, l'interprétation des résultats et leur présentation médiatique. Ces chercheurs accusent Séralini et son équipe d'avoir sciemment produit des résultats dans un but politique et sans aucune considération pour leur validité scientifique. D'après eux l'étude n'aurait jamais dû être publiée et démontre les failles du système de peer-review. Ils remettent en cause le sérieux de la revue et de son éditeur Elsevier, pourtant premier groupe mondial. Il est toutefois à noter qu'après enquête sur les conflits d'intérêts de ces chercheurs, plusieurs coauteurs ont des liens avec l'industrie des biotechnologies, dont l'espagnol Paul Christou, détenteur d'un brevet sur la technologie Roundup Ready utilisé par Monsanto et mise en cause par l'étude Séralini.

### Réactions institutionnelles
L'université de Caen, employeur et hébergeur de l'équipe de recherche, n'a pas réagi. 
En Russie, le Rospotrebnadzor, l'autorité sanitaire russe, suspend temporairement le 25 septembre 2012 l'importation de maïs génétiquement modifié NK 603,. Après examen, l'Académie de médecine russe conclut que l’étude a violé les bonnes pratiques de la recherche scientifique, et qu'on ne peut apporter foi à ses résultats ; en conséquence, les autorités sanitaires russes lèvent l'interdiction le 29 décembre.
En France, la commission des Affaires sociales et la commission du Développement durable de l'Assemblée nationale ont auditionné Séralini conjointement, le 9 octobre 2012. Monsanto n'a pu être entendu par ces commissions, ni par l'ANSES, déclarant que « dans le délai imparti, il ne lui était pas possible de mobiliser ses experts ». En réponse à une question écrite détaillée envoyée par l'ANSES, les réponses de Monsanto n'ont apporté aucun élément sur les effets à long terme de ce maïs. Le 19 octobre 2012, le Haut Conseil des biotechnologies (HCB) et l'Agence nationale de sécurité sanitaire de l'alimentation, de l'environnement et du travail (ANSES) invalident les conclusions de l'étude. L'ANSES avance que « la critique majeure des résultats tient à l'absence d'analyse statistique des données » : les résultats concernant la mortalité et l'incidence des tumeurs n'étant présentés que de « manière descriptive ». L'ANSES et le HCB recommandent toutefois la réalisation d'une étude publique sur les effets des OGM à long terme. L'ANSES souligne néanmoins que cette étude est « ambitieuse, conduite en mobilisant de larges moyens et publiée dans une revue internationale reconnue en matière de toxicologie alimentaire » et relève « l'originalité des questions qu'elle soulève ».
L'association Testbiotech, prétend avoir mis en évidence une double approche de la part de l'AESA : celle-ci serait sévère avec l'étude Séralini et plus laxiste avec des études favorables aux OGM. Le rapport de Testbiotech, bien que très critique vis-à-vis de l'AESA, contredit par ailleurs l'affirmation souvent reprise selon laquelle des études règlementaires pour l'autorisation des OGM auraient été acceptées avec cinq rats ou moins : « Nous n'avons connaissance d'aucune étude de toxicité alimentaire subchronique qui ait été acceptée par l'AESA avec moins de 10 animaux dans chaque groupe d'étude, comme il est requis par l'OCDE (Ligne directrice OCDE 408). » Au niveau européen, l'AESA rend ses conclusions définitives le 28 novembre 2012. L'agence confirme son avis initial sur l'étude, à savoir que les lacunes importantes constatées dans la conception et la méthodologie de l'article implique que les normes scientifiques n'ont pas été respectées et que par conséquent un réexamen du dossier d'homologation du NK 603 n'est pas justifié. L'AESA confirme que Séralini n'a pas fourni les données complémentaires demandées et que les réponses qu'il a publiées n'apportaient pas de réponse à la majorité des questions restées en suspens à la suite du premier avis. L'agence note que Séralini lui-même admet que les rats sont trop peu nombreux pour évaluer l'incidence des tumeurs, ce qui est incompatible avec les conclusions qu'il défend dans l'étude. Certains opposent à ces déclarations le fait que l'AESA a plusieurs fois été critiquée, dans d'autres affaires, pour sa proximité avec l'industrie agro-alimentaire et des accusations de conflits d'intérêts,,.
Un communiqué du ministère de l'Agriculture indique que « le Premier ministre a demandé au ministre de l'Agriculture, de l'Agroalimentaire et de la Forêt, à la ministre de l'Écologie, du Développement durable et de l'Énergie et au ministre délégué chargé de la Consommation de porter au niveau européen la demande du Gouvernement d'une remise à plat du dispositif communautaire d'évaluation, d'autorisation et de contrôle des OGM et des pesticides. Dans ce contexte, la détermination du Gouvernement pour maintenir le moratoire en France des OGM autorisés à la culture dans l'Union européenne est réaffirmée. ».
De manière plus générale, les autorités endossent les recommandations de l'ANSES de mener des études financées publiquement sur les effets à long-terme de ce type d'OGM : « le vif débat public suscité par la publication d'un travail de recherche interrogeant les potentiels effets long terme d'un OGM associé à une formulation phytosanitaire courante montre la nécessité de consolider encore les connaissances scientifiques dans ce domaine » et d'appeler à la « mobilisation de financements publics nationaux ou européens dédiés à la réalisation d'études et de recherches d'envergure visant à consolider les connaissances scientifiques sur des risques sanitaires insuffisamment documentés ».

## Impacts
En avril 2018, le programme de recherche européen GRACE mène à la conclusion que l'OGM NK 603 (traité ou pas avec du RoundUp, formulation glyphosate de Monsanto) n'a aucun effet toxique sur des périodes de 90 ou 180 jours (mais pas sur deux ans néanmoins).  
Selon Atlantico, ces résultats n'ont pas fait l'objet de commentaires de la part de responsables politiques, y compris ceux ayant largement utilisé l'étude de 2012 pour tenter de renforcer la législation discriminant les OGM.
Slate dénonce, à la suite de ces nouvelles conclusions, en 2018, « une mise en scène préalablement orchestrée, une tractation secrète et peu reluisante : des journalistes signant un invraisemblable pacte de confidentialité leur assurant une « exclusivité » ».
Gilles-Éric Séralini dénonce quant à lui ces études en les qualifiant de « malhonnêteté méthodologique » et déclare « On détourne des fonds publics pour discréditer mes travaux sur les OGM ! ».

## Poursuites judiciaires
En 2012, Gilles-Éric Séralini poursuit en justice le journal Marianne et le journaliste Jean-Claude Jaillet pour diffamation, après qu'ils l'eurent accusé de fraude. Ils sont condamnés en 2015 par le Tribunal de grande instance de Paris, la décision a ensuite été confirmée par la Cour d'Appel en 2016. Le tribunal indique dans sa décision que les propos condamnés sont issus des lobbyistes Henry Miller et Bruce Chassy, « connus pour leurs liens avec de grands industriels, dont Monsanto, notamment via le financement par ceux-ci de leurs travaux. »
En 2019, Gilles-Éric Séralini porte plainte pour diffamation contre les journalistes Géraldine Woessner, Mac Lesggy et Patrick Cohen pour avoir qualifié l'étude de « frauduleuse ». En 2023, le tribunal relaxe les trois accusés. En particulier, pour Géraldine Woessner, bien que le tribunal reconnaisse le caractère diffamatoire du propos, il relaxe la journaliste au motif de sa bonne foi.